# Okano Masayuki
Okano Masayuki (sinh ngày 25 tháng 7 năm 1972) là một cầu thủ bóng đá người Nhật Bản.

## Đội tuyển bóng đá quốc gia Nhật Bản
Okano Masayuki thi đấu cho đội tuyển bóng đá quốc gia Nhật Bản từ năm 1995 đến 1999.

## Thống kê sự nghiệp
| Đội tuyển bóng đá Nhật Bản | Đội tuyển bóng đá Nhật Bản | Đội tuyển bóng đá Nhật Bản |
| Năm                        | Trận                       | Bàn                        |
| -------------------------- | -------------------------- | -------------------------- |
| 1995                       | 3                          | 0                          |
| 1996                       | 11                         | 1                          |
| 1997                       | 5                          | 1                          |
| 1998                       | 5                          | 0                          |
| 1999                       | 1                          | 0                          |
| Tổng cộng                  | 25                         | 2                          |

### Bàn thắng quốc tế
| #  | Ngày                 | Địa điểm                                   | Đối thủ | Bàn thắng | Kết quả | Giải đấu                 |
| -- | -------------------- | ------------------------------------------ | ------- | --------- | ------- | ------------------------ |
| 1. | 25 tháng 8 năm 1996  | Sân vận động Nagai, Ōsaka, Nhật Bản        | Uruguay | 5–3       | 5–3     | Giao hữu                 |
| 2. | 16 tháng 11 năm 1997 | Sân vận động Larkin, Johor Bahru, Malaysia | Iran    | 3–2       | 3–2     | Vòng loại World Cup 1998 |